# Допуна до потпуног квадрата
Допуна до потпуног квадрата је техника елементарне алгебре са применама у различитим областима математике. Користи се, на пример, у алгебри при решавању квадратне једначине, у аналитичкој геометрији да одреди график квадратне функције, у инфинитезималном рачуну при одређивању вредности неких интеграла, и при рачунању Лапласових трансформација. Циљ ове технике је да се елиминише линеарни члан квадратног тринома.
Другим речима, квадратни трином облика
{\displaystyle ax^{2}+bx+c\,\!}
са трансформише у облик
{\displaystyle a(\cdots \cdots )^{2}+{\mbox{const}}.\,}
У овом контексту, слободан члан, означен са const не зависи од променљиве x. Израз у загради је облика . Дакле, полазни трином  се трансформише у
{\displaystyle a(x-\alpha \,)^{2}+\beta \,}
где треба одредити {\displaystyle \alpha \,} и {\displaystyle \beta \,}.
У математици је допуна до потпуног квадрата основна алгебарска операција која се често без посебног наглашавања примењује у различитим рачуницама са квадратним полиномима.

## Преглед

### Основа
Основа за ову технику је једноставна формула елементарне алгебре за одређивање квадрата бинома:
{\displaystyle (x+p)^{2}\,=\,x^{2}+2px+p^{2}.\,\!}
На пример:
{\displaystyle {\begin{alignedat}{2}(x+3)^{2}\,&=\,x^{2}+6x+9&&(p=3)\\[3pt](x-5)^{2}\,&=\,x^{2}-10x+25\qquad &&(p=-5).\end{alignedat}}}
Код било ког потпуног квадрата, број p је увек половина коефицијента уз x, а слободан члан је једнак 2.

### Основни пример
Нека је дат следећи квадратни полином:
{\displaystyle x^{2}+10x+28.\,\!}
Овај трином није потпуни квадрат, пошто 28 није квадрат броја 5:
{\displaystyle (x+5)^{2}\,=\,x^{2}+10x+25.\,\!}
Ипак, могуће је полазни полином записати као збир квадрата и константе:
{\displaystyle x^{2}+10x+28\,=\,(x+5)^{2}+3.}

### Општи поступак
Произвољан монични квадратни трином
{\displaystyle x^{2}+bx+c,\,\!}
је могуће записати у облику квадрата бинома чија се два прва члана поклапају са датим:
{\displaystyle \left(x+{\tfrac {1}{2}}b\right)^{2}\,=\,x^{2}+bx+{\tfrac {1}{4}}b^{2}.}
Квадрат овог бинома се разликује од полазног тринома само у вредности слободног члана. Зато се може записати
{\displaystyle x^{2}+bx+c\,=\,\left(x+{\tfrac {1}{2}}b\right)^{2}+\beta \,,}
где је {\displaystyle \beta \,} константа. Управо овај поступак се назива допуном до потпуног квадрата.
Примери:
{\displaystyle {\begin{alignedat}{1}x^{2}+6x+11\,&=\,(x+3)^{2}+2\\[3pt]x^{2}+14x+30\,&=\,(x+7)^{2}-19\\[3pt]x^{2}-2x+7\,&=\,(x-1)^{2}+6.\end{alignedat}}}

### Немонични трином
Уколико је коефицијент уз квадратни члан различит од нуле
{\displaystyle ax^{2}+bx+c\,\!}
потребно је најпре факторисати полином у облику производа коефицијента a и квадратног тринома, и затим допунити добијени монични трином до потпуног квадрата.
Пример:
{\displaystyle {\begin{aligned}3x^{2}+12x+27&=3(x^{2}+4x+9)\\&{}=3\left((x+2)^{2}+5\right)\\&{}=3(x+2)^{2}+15\end{aligned}}}
Захваљујући овоме, могуће је произвољан квадратни полином записати у облику
{\displaystyle a(x-\alpha \,)^{2}+\beta .\,\!}

### Формула
Резуктат примене технике се може записати у облику формуле. У општем случају:
{\displaystyle ax^{2}+bx+c\;=\;a(x-\alpha )^{2}+\beta ,\quad {\text{gde je}}\quad \alpha =-{\frac {b}{2a}}\quad \wedge \quad \beta =c-{\frac {b^{2}}{4a}}.}
Посебно, када је a=1:
{\displaystyle x^{2}+bx+c\;=\;(x-\alpha )^{2}+\beta ,\quad {\text{gde je}}\quad \alpha =-{\frac {b}{2}}\quad \wedge \quad \beta =c-{\frac {b^{2}}{4}}.}
Матрична једнакост је врло слична:
{\displaystyle x^{\mathrm {T} }Ax+x^{\mathrm {T} }b+c=(x-\alpha )^{\mathrm {T} }A(x-\alpha )+\beta \quad {\text{gde je}}\quad \alpha =-{\frac {1}{2}}A^{-1}b\quad \wedge \quad \beta =c-{\frac {1}{4}}b^{\mathrm {T} }A^{-1}b}

## Веза са графиком
У аналитичкој геометрији, график произвољне квадратне функције је парабола у xОy-равни. Уколико је квадратни трином облика
{\displaystyle (x-\alpha \,)^{2}+\beta \,\quad \vee \quad a(x-\alpha \,)^{2}+\beta \,}
бројеви {\displaystyle \alpha \,} и {\displaystyle \beta \,} се могу схватити као декартове координате темена параболе. То значи да је {\displaystyle \alpha \,} x-координата осе симетрије, а {\displaystyle \beta \,} је минимална (или максимална, ако је a < 0) вредност квадратне функције.
Другим речима, график функције ƒ() = 2 је парабола чије је теме у координатном почетку (0, 0). График функције ƒ( − {\displaystyle \alpha \,}) = (x − {\displaystyle \alpha \,})2 је парабола померена удесно за {\displaystyle \alpha \,} чије је теме у тачки ({\displaystyle \alpha \,}, 0), као што је приказано на горњој слици. Осим тога, график функције ƒ() + {\displaystyle \beta \,} = 2 + {\displaystyle \beta \,} је парабола померена дуж y-осе на позитивну страну за {\displaystyle \beta \,}, те јој је теме у тачки (0, {\displaystyle \beta \,}), као што је приказано на другој слици. Кобиновањем хоризонталног и вертикалног померања добија се ƒ(x − {\displaystyle \alpha \,}) + {\displaystyle \beta \,} = ( − {\displaystyle \alpha \,})2 + {\displaystyle \beta \,} што је парабола померена удесно за {\displaystyle \alpha \,} и горе за {\displaystyle \beta \,} са теменом у тачки ({\displaystyle \alpha \,}, {\displaystyle \beta \,}), као што се може видети на трећој слици.

## Решавање квадратних једначина
Допуна до потпуног квадрата се може користити за решавање произвољне квадратне једначине. На пример:
{\displaystyle x^{2}+6x+5=0.\,\!}
У првом кораку се полазни трином допуни до потпуног квадрата:
{\displaystyle (x+3)^{2}-4=0.\,\!}
Затим се примени формула за разлику квадрата:
{\displaystyle (x+3-2)(x+3+2)=0\,\!}
{\displaystyle (x+1)(x+5)=0\,\!}
Одатле је
{\displaystyle x+1=0\quad \vee \quad x+5=0,}
па су решења полазне једначине
{\displaystyle x=-1\quad \vee \quad x=-5.}
Ово се може применити на произвољну квадратну једначину. Када је коефицијент уз 2 различит од 1, први корак ће бити дељење једначине са тим коефицијентом: погледати, на пример, не-монични случај.

### Ирационални и комплексни корени
За разлику од метода који користе факторизацију једначине, поуздану само у случају када су корени рационални, допуна до потпуног квадрата ће утврдити корене квадратне једначине чак и тада када су они ирационални или комплексни. На пример, дата је једначина:
{\displaystyle x^{2}-10x+18=0.\,\!}
Након допуне до потпуног квадрата биће
{\displaystyle (x-5)^{2}-7=0,\,\!}
па је
{\displaystyle (x-5-{\sqrt {7}})(x-5+{\sqrt {7}})=0.\,\!}
Значи да су корени
{\displaystyle x=5-{\sqrt {7}}\quad \vee \quad x=5+{\sqrt {7}},\,}
што се може записати и са
{\displaystyle x=5\pm {\sqrt {7}}.\,}
Једначине чији су корени комплексни могу се решавати на исти начин:
{\displaystyle {\begin{array}{c}x^{2}+4x+5\,=\,0\\[6pt](x+2)^{2}+1\,=\,0\\[6pt](x+2+i)(x+2-i)\,=\,0\\[6pt]x\,=\,-2\pm i.\end{array}}}

### Немонична једначина
Уколико је потребно решити квадратну једначину чији водећи коефицијент није једнак јединици, најпре је треба поделити са тим коефицијентом:
{\displaystyle {\begin{array}{c}2x^{2}+7x+6\,=\,0\\[6pt]x^{2}+{\tfrac {7}{2}}x+3\,=\,0\\[6pt]\left(x+{\tfrac {7}{4}}\right)^{2}-{\tfrac {1}{16}}\,=\,0\\[6pt]\left(x+{\tfrac {7}{4}}-{\tfrac {1}{4}}\right)\left(x+{\tfrac {7}{4}}+{\tfrac {1}{4}}\right)\,=\,0\\[6pt]x=-{\tfrac {3}{2}}\quad \vee \quad x=-2.\end{array}}}

## Друге примене

### Интеграција
Ова техника се може користити за израчунавање било ког интеграла облика
{\displaystyle \int {\frac {dx}{ax^{2}+bx+c}},}
уз употребу основних једнакости:
{\displaystyle \int {\frac {dx}{x^{2}-a^{2}}}={\frac {1}{2a}}\ln \left|{\frac {x-a}{x+a}}\right|+C\quad {\text{and}}\quad \int {\frac {dx}{x^{2}+a^{2}}}={\frac {1}{a}}\arctan \left({\frac {x}{a}}\right)+C.}
На пример, нека је дат интеграл:
{\displaystyle \int {\frac {dx}{x^{2}+6x+13}}.}
Допуном до потпуног квадрата тринома у имениоцу добија се:
{\displaystyle \int {\frac {dx}{(x+3)^{2}+4}}\,=\,\int {\frac {dx}{(x+3)^{2}+2^{2}}}.}
Добијени интеграл се може израчунати коришћењем смене
 =  + 3:
{\displaystyle \int {\frac {dx}{(x+3)^{2}+4}}\,=\,{\frac {1}{2}}\arctan \left({\frac {x+3}{2}}\right)+C.}

### Комплексни бројеви
Уколико су у изразу
{\displaystyle |z|^{2}-b^{*}z-bz^{*}+c,\,}
z и b комплексни бројеви, * и * су њихови конјугати, и нека је c реалан број. Употребом идентитета ||2 = * могуће је записати дати израз на следећи начин:
{\displaystyle |z-b|^{2}-|b|^{2}+c,\,\!}
одакле се јасно види да је у питању реалан број. Запис следи из следећег низа једнакости:
{\displaystyle {\begin{aligned}|z-b|^{2}&{}=(z-b)(z-b)^{*}\\&{}=(z-b)(z^{*}-b^{*})\\&{}=zz^{*}-zb^{*}-bz^{*}+bb^{*}\\&{}=|z|^{2}-zb^{*}-bz^{*}+|b|^{2}.\end{aligned}}}
У следећем изразу
{\displaystyle ax^{2}+by^{2}+c,\,\!}
нека су a, b, c, x, и y реални бројеви, и нека је  > 0 и  > 0, онда се полазни израз може приказати као квадрат апсолутне вредности комплексног броја. Ако се дефинише
{\displaystyle z={\sqrt {a}}\,x+i{\sqrt {b}}\,y,}
биће
{\displaystyle {\begin{aligned}|z|^{2}&{}=zz^{*}\\&{}=({\sqrt {a}}\,x+i{\sqrt {b}}\,y)({\sqrt {a}}\,x-i{\sqrt {b}}\,y)\\&{}=ax^{2}-i{\sqrt {ab}}\,xy+i{\sqrt {ba}}\,yx-i^{2}by^{2}\\&{}=ax^{2}+by^{2},\end{aligned}}}
па је
{\displaystyle ax^{2}+by^{2}+c=|z|^{2}+c.\,\!}

## Геометријско објашњење
Нека је потребно применити ову технику на следећу једначину
{\displaystyle x^{2}+bx=a.\,}
Како 2 представља површину квадрата странице x, а bx представља површину правоугаоника са страницама b и x, процес допуне до потпуног квадрата се може представити визуелно помоћу одговарајућих четвороуглова.
Уколико се квадрат 2 и правоугаоник bx једноставно наместе тако да формирају већи квадрат, испоставиће се да њему фали један део. Члан (b/2)2 који се додаје на обе стране горње једначине представља управо површину недостајућег ћошка, одакле и потиче фраза „допуна до потпуног квадрата“.

## Варијација технике
Као што се обично наводи, допуна до потпуног квадрата подразумева додавање трећег члана, v 2 на прва два члана развијене формуле за квадрат бинома:
{\displaystyle u^{2}+2uv\,}
чиме се добија прави квадрат. У неким ситуацијама потребно је додати средњи члан, или као 2uv или −2uv, на израз облика:
{\displaystyle u^{2}+v^{2}\,}
чиме се поново добија потпуни квадрат.

### Пример: збир позитивног броја и његове реципрочне вредности
Како важи
{\displaystyle {\begin{aligned}x+{1 \over x}&{}=\left(x-2+{1 \over x}\right)+2\\&{}=\left({\sqrt {x}}-{1 \over {\sqrt {x}}}\right)^{2}+2\end{aligned}}}
следи да је збир позитивног броја x и његове реципрочне вредности увек већи или једнак 2. Како је квадрат реалног израза увек већи или једнак нули, добија се наведено ограничење; јендакост са 2 се постиже само онда када је x = 1, чиме се елиминише квадратни сабирак.

### Пример: факторизација једноставног полинома четвртог степена
Нека је дат бином
{\displaystyle x^{4}+324.\,\!}
Он се може написати у облику
{\displaystyle (x^{2})^{2}+(18)^{2},\,\!}
где је средњи члан 2(x2)(18) = 362. Одатле следи
{\displaystyle {\begin{aligned}x^{4}+324&{}=(x^{4}+36x^{2}+324)-36x^{2}\\&{}=(x^{2}+18)^{2}-(6x)^{2}\\&{}=(x^{2}+18+6x)(x^{2}+18-6x)\\&{}=(x^{2}+6x+18)(x^{2}-6x+18)\end{aligned}}}
(у последњем реду су мономи поређани по опадајућим степенима).